# Spark Unlimited
Spark Unlimited est un studio de développement de jeux vidéo fondé en 2002. Il est situé dans le quartier de Sherman Oaks à Los Angeles.
À la suite de l'annulation d'un jeu free-to-play en développement, le studio licencie tous ses employés et ferme ses portes en mai 2015.

## Jeux développés
| Titre                            | Date de Sortie | Plates-formes                 |
| -------------------------------- | -------------- | ----------------------------- |
| Call of Duty : Le Jour de gloire | 2004           | GameCube, PlayStation 2, Xbox |
| Turning Point: Fall of Liberty   | 2008           | PC, PlayStation 3, Xbox 360   |
| Legendary                        | 2008           | PC, PlayStation 3, Xbox 360   |
| Lost Planet 3                    | 2013           | PC, PlayStation 3, Xbox 360   |
| Yaiba: Ninja Gaiden Z            | 2013           | PlayStation 3, Xbox 360, PC   |